# Melrose (Wisconsin)
Melrose è un villaggio degli Stati Uniti d'America, situato in Wisconsin, nella contea di Jackson.